# Acalolepta subspeciosa
Acalolepta subspeciosa là một loài bọ cánh cứng trong họ Cerambycidae.